# Il club delle madri single
Il club delle madri single (The Single Moms Club) è un film statunitense del 2014 scritto e diretto da Tyler Perry.

## Trama
Hillary Massey è una giovane donna che sta affrontando un burrascoso divorzio dal marito avvocato. Jan Malkovitch lavora presso una casa editrice e ha anteposto il lavoro a tutto. May Miller è una giornalista aspirante scrittrice. Lytia Wright lavora in un fast food. Esperanza è divorziata da anni da Santos, proprietario di una concessionaria di automobili. Tutte e cinque sono madri single e hanno figli che vanno in una prestigiosa scuola di Atlanta, Georgia. Chiamate dalla preside, scoprono che i loro figli si sono resi protagonisti di atti vandalici a scuola e alcuni di loro hanno fumato nel cortile; per evitare l'espulsione dei figli, le madri dovranno organizzare una raccolta di beneficenza.
La vicinanza forzata, fa loro capire che ognuna può sopperire alle mancanza delle altre e aiutarle nei casi più difficili. Le cinque donne formano quindi il "Club delle madri single": a turno, ogni sabato sera, una di loro baderà ai figli della altre quattro, che potranno passare la serata in spensieratezza.